# アルベルト・デファント
アルベルト・ヨーゼフ・マリア・デファント（Albert Joseph Maria Defant、1884年7月12日 - 1974年12月24日）は、オーストリアの海洋物理学者、天体物理学者、大気物理学者、気象学者。

## 経歴
1884年に当時オーストリア領だったトレントで出生。1902年にインスブルック大学を卒業し、1906年に博士号を取得。1907年からウィーンにある気象学・地球力学中央研究所で働いた。1919年から1926年まで母校で天体物理学の教授を務めた後、1926年から1945年までベルリン大学で海洋学の教授を務めた。その間、メオテール号で南大西洋海洋大観測を一部を指揮し、その成果をまとめたメテオール報告の完成に寄与した。第二次世界大戦終結直後はスクリップス海洋研究所に在籍したが帰国しインスブルック大学、ハンブルク大学、ベルリン自由大学で教授職に就いた。
1957年には再びベルリン大学の教授に就任。1974年にオーストリアチロル州インスブルックで死去。

## 受賞歴
- 1932年: アレキザンダー・アガシー・メダル（全米科学アカデミー）

## アルベルト・デファント・メダル
ドイツ気象学会 (Deutsche Meteorologische Gesellschaft) は海洋学の分野に顕著な業績をあげた研究者に授与するアルベルト・デファント・メダルを創設した。3年毎または大きなミーティングがある機会に授与される。

## 著書
- Physical Oceanography（邦題:海洋物理学、1961年）